# 春日村 (佐賀県)
春日村（かすがむら）は、佐賀県佐賀郡にあった村。現在の佐賀市の一部にあたる。

## 地理
嘉瀬川の中流域東岸に位置していた。

## 歴史
- 1889年（明治22年）4月1日、町村制の施行により、佐賀郡尼寺村、久池井村が合併して村制施行し、春日村が発足[1][2]。旧村名を継承した尼寺、久池井の2大字を編成[2]。
- 1932年（昭和7年）県繭検定所設立、養蚕実行組合設立[2]。
- 1955年（昭和30年）4月16日、佐賀郡川上村、松梅村と合併し、大和村を新設して廃止された[1][2]。合併後、大和村大字尼寺・久池井となる[2]。

## 産業
- 農業、商業、工業[2]

## 交通

### 鉄道
- 1912年（大正元年）川上軌道、神野踏切 - 都渡城間開通[2]。1919年（大正8年）佐賀軌道（佐賀電気軌道）に改称[2]。